# Чемпіонат Волинської області з футболу 1941
Чемпіонат Волинської області з футболу 1941 року було заплановано як перший чемпіонат області з футболу.
За повідомленням газети «Радянська Волинь» від 18 червня 1941 року: «25 червня мав початися «футбольний розигриш на першість області». На старт мали вийти «команди Ковеля, Володимир-Волинська, Горохова, луцькі футболісти спортивних товариств «Динамо», «Спартак», «Більшовик», «Буревісник» і футболісти міського Будинку Червоної Армії».